# Agrypon spilonotum
Agrypon spilonotum là một loài tò vò trong họ Ichneumonidae.